# بويد بارتلي
بويد بارتلي (بالإنجليزية: Boyd Bartley)‏ هو لاعب كرة قاعدة أمريكي، ولد في 11 فبراير 1920 في شيكاغو في الولايات المتحدة، وتوفي في 21 ديسمبر 2012 في ريتشلاند هيلز في الولايات المتحدة.

## وصلات خارجية
- بويد بارتلي على موقع دوري كرة القاعدة الرئيسي (الإنجليزية)
- بويد بارتلي على موقعبيزبول رفرنس.كوم (الدوري الرئيسي) (الإنجليزية)
- بويد بارتلي على موقعبيزبول رفرنس.كوم (الدوري الثانوي) (الإنجليزية)